# Chipaya (Sprache)
Chipaya ist eine indigene südamerikanische Sprache der Uru-Chipaya-Sprachfamilie. Die anderen dokumentierten Varietäten innerhalb dieser Familie sind die 2004 ausgestorbene Sprache der Urus von Irohito am Desaguadero-Fluss und die Ende der 1920er Jahre von Walter Lehman dokumentierte Sprache der Urus von Chimu in der Nähe von Puno, Peru.
Einige Linguisten sehen Verbindungen zwischen der Chipaya-Sprache und den Arawak-Sprachen oder sogar den Maya-Sprachen, aber diese Theorien sind sehr umstritten. Das vom Summer Institute of Linguistics veröffentlichte Sammelwerk Ethnologue bezeichnet die Dynamik der Chipaya-Sprache als „stark“ (vigorous), mit 1200 Muttersprachlern in einer Volksgruppe von 1800 Personen. Chipaya weist einen deutlichen Einfluss der benachbarten Aymara-Sprache auf, in neuerer Zeit gibt es auch Einflüsse der Spanischen Sprache, so dass nach Experten-Schätzungen heute nur noch 67 % des Chipaya-Wortschatzes auf die ursprüngliche Chipaya-Sprache zurückgeht.
Man nimmt an, dass die Uru-Chipaya-Sprachen im Bereich des Titicaca-Sees sowie zwischen diesem und dem Poopó-See gesprochen wurden. An den meisten Orten wurde die Sprache, beginnend in vorspanischer Zeit, durch das Aymara ersetzt. Zu Beginn des 20. Jahrhunderts existierten noch Sprachinseln sowohl in Peru als auch in Bolivien in der Nähe des Titicaca-Sees, des Poopó-Sees und im Municipio Chipaya. Inzwischen gelten diese Sprachinseln mit zwei Ausnahmen als ausgestorben: Zu Beginn des 21. Jahrhunderts lebte in Irohito im bolivianischen Municipio Ingavi noch eine Sprecherin des Uru, die 2004 verstorbene Julia Vila.
In der ersten Hälfte des 20. Jahrhunderts stellte der schweizerische Ethnologe Alfred Métraux fest, dass praktisch alle Chipaya als zweite Sprache Aymara sprachen, während Kenntnisse des Spanischen nicht weit verbreitet waren. Métreaux ging damals davon aus, dass die Chipaya-Sprache, wie die anderen Uru-Sprachen auch, in den nächsten Jahren vollständig vom Aymara ersetzt werden würde. Die Volkszählung von 1992 zeigte zwar, dass die große Mehrheit der älteren Erwachsenen auch Aymara sprach, jedoch waren bei den jüngeren Erwachsenen die Kenntnisse nicht sehr weit verbreitet. Im Municipio Chipaya ist das Chipaya noch heute die vorherrschende Sprache, die auch noch an Kinder weitergegeben wird, obwohl die meisten Bewohner ebenfalls Spanisch und viele auch Aymara sprechen.
Chipaya-Muttersprachler bezeichnen ihre Sprache als Puquina, Chipay Taqu (Sprache der Chipaya) oder Uchun Taqu („unsere Sprache“). Das Chipaya darf jedoch nicht mit der historischen Puquina-Sprache verwechselt werden, mit der es nicht verwandt ist.
Uru-Chipaya, wie die Sprache gemeinhin bezeichnet wird, ist eine agglutinierende Sprache.
Zwischen 2005 und 2007 wurde die Sprache unter der Projektleitung der Altamerikanistin Sabine Dedenbach-Salazar dokumentiert, und zwar im Rahmen der Initiative Dokumentation bedrohter Sprachen (DoBeS), finanziert von der Volkswagenstiftung. Ein weiteres Dokumentationsprojekt zur Chipaya-Sprache wurde ebenfalls im Rahmen der DOBES-Initiative von Nathalie Böcker, Francisca Condori Mollo und Achim Schumacher durchgeführt. Die Ergebnisse dieses zweiten Dokumentationsprojektes wurden im Oktober 2015 gemeinsam mit den Ergebnissen anderer Dokumentationsprojekte als Digitale Sammlungen zur sprachlichen Vielfalt von der UNESCO ins Register des Weltdokumentenerbes aufgenommen.